# Hohemühle

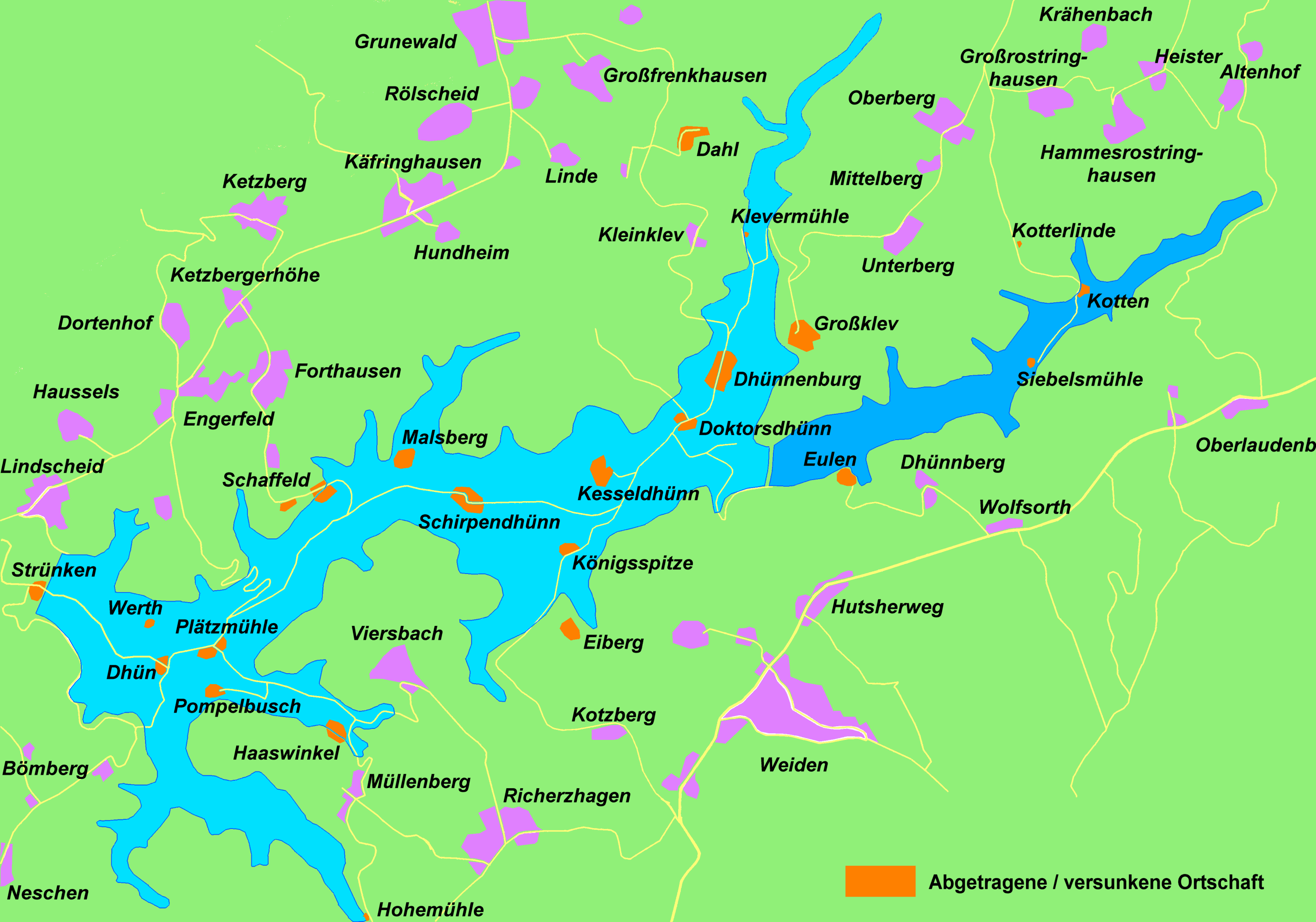
Karte der Großen Dhünntalsperre mit Lage von Hohemühle

Hohemühle war ein Ortsteil von Kürten, der in der zwischen 1975 und 1985 erbauten und 1988 eröffneten Großen Dhünntalsperre versunken ist.

## Geschichte
Die erste schriftliche Erwähnung stammt aus einem Pachtvertrag von 1676, mit dem ein Grundstück an einen Landwirt aus Richerzhagen verpachtet wurde. Das Wohngebäude hatte einen Sockel aus Bruchstein. Sodann gab es ein Fachwerkgebäude mit einer Getreidemühle. Das Getriebe für das Mahlwerk befand sich im Keller. Die Mühle war noch bis zum Abbruch in Betrieb. Im Keller wurde auch ein Backofen betrieben, der Platz für 80 Schwarzbrote hatte. Ferner unterhielt die Mühle einen Steinbruch und eine Köhlerei. Es gab auch eine Gaststätte mit einem kleinen Lädchen. Hier konnten die Bauern einkehren und Einkäufe tätigen, während sie auf das Mahlen ihres Getreides warteten.
Unter der französischen Verwaltung zwischen 1806 und 1813 wurde das Amt Steinbach aufgelöst und Hohemühle wurde politisch der Mairie Kürten im Kanton Wipperfürth  im Arrondissement Elberfeld zugeordnet. 1816 wandelten die Preußen die Mairie zur Bürgermeisterei Kürten im Kreis Wipperfürth. Hohemühle gehörte zu dieser Zeit zur Gemeinde Bechen.
Ab der Preußischen Neuaufnahme von 1892 ist er auf Messtischblättern regelmäßig als Hohe-Mühle verzeichnet.
Die Gemeinde- und Gutbezirksstatistik der Rheinprovinz führt Hohemühle 1871 mit zwei Wohnhäusern und acht Einwohnern auf.
Im Gemeindelexikon für die Provinz Rheinland von 1888 werden zwei Wohnhäuser mit 15 Einwohnern angegeben. 1895 hatte der Ort zwei Wohnhäuser und sieben Einwohner. 1905 besaß der Ort ein Wohnhäuser und sechs Einwohner und gehörte konfessionell zum katholischen Kirchspiel Bechen.
1927 wurden die Bürgermeisterei Kürten in das Amt Kürten überführt. In der Weimarer Republik wurden 1929 die Ämter Kürten mit den Gemeinden Kürten und Bechen und Olpe mit den Gemeinden Olpe und Wipperfeld zum Amt Kürten zusammengelegt. Der Kreis Wipperfürth ging am 1. Oktober 1932 in den Rheinisch-Bergischen Kreis mit Sitz in Bergisch Gladbach auf.
1975 entstand aufgrund des Köln-Gesetzes die heutige Gemeinde Kürten, zu der neben den Ämtern Kürten, Bechen und Olpe ein Teilgebiet der Stadt Bensberg mit Dürscheid und den umliegenden Gebieten kam.